# 佐治童子
佐治童子（本名：George Alan O'Dowd，1961年6月14日—），英國著名男歌手、作曲家、唱片騎師、時裝設計師。他是流行音樂組合文化俱樂部的主音，以妖艷的女性化造型和独特低沉磁性嗓音所為人熟悉，首本名曲包括《因果變色龍》、《你真的想傷害我嗎》等。

## 早年生活
佐治童子出生於工人階級的愛爾蘭裔天主教家庭，父親是建築工人。家中有5名子女，他排行第二，對上有一個兄長，對下有兩個弟弟和一個妹妹。他亦有一個同母異父的哥哥。
佐治生長於一個問題家庭，據佐治的母親在2007年出版的自傳所憶述，佐治的父親經常身體上和精神上虐待其母親，甚至於佐治的母親懷有佐治時虐打她。佐治亦形容他的父親是一個糟糕的父親和丈夫。佐治最小的弟弟杰拉爾德患有精神分裂症，1995年，杰拉爾妄想症發作，殺了自己的妻子。

## 伸延閱讀
- De Graaf Kasper, Garret Malcolm (1983), When Cameras Go Crazy, London, UK, Virgin Books & New York, NY, USA, St. Martin's Press; ISBN 0-312-17879-4 (Culture Club's official biography)
- Boy George with Spencer Bright (1995), Take It Like a Man, London, Sidgwick & Jackson (Boy George's first official autobiography)
- Boy George with Paul Gorman (2004), Straight, London, Century (Boy George's second official autobiography – republished in 2007 with updates – first edition includes EP of the same name)

## 外部連結
- 佐治童子在互联网电影资料库（IMDb）上的資料（英文）